# Großsteingräber bei Dolice
Die Großsteingräber bei Dolice (auch Großsteingräber bei Dölitz genannt) sind zwei megalithische Grabanlagen der jungsteinzeitlichen Trichterbecherkultur bei Dolice (deutsch Dölitz) in der Woiwodschaft Westpommern in Polen. Grab 1 trägt die Sprockhoff-Nummer 577.

## Lage
Nach Ernst Sprockhoff befindet sich Grab 1 nordöstlich von Dolice im Forst Jakobshagen in der Nordostecke des Jagens 31. Grab 2 befindet sich ostsüdöstlich von Dolice in einem Waldstück namens Küchenort im Jagen 18 und etwa 3 km südsüdwestlich von Grab 1.

## Beschreibung

### Grab 1
Die Anlage besitzt ein annähernd ost-westlich orientiertes, trapezförmiges Hünenbett mit einer Länge von 53 m. Die Breite beträgt an der östlichen Stirnseite 7,5 m, die Breite an der westlichen Schmalseite lässt sich nicht mehr feststellen. Von der Umfassung sind nur noch Reste im Osten der Anlage erhalten. Sprockhoff zählte 1934 noch 16 Steine an der nördlichen und drei an der südlichen Langseite sowie zwei an der östlichen Stirnseite und einen an der Südostecke. Eine Grabkammer konnte Sprockhoff nicht ausmachen. Vermutlich handelt es sich bei der Anlage um ein kammerloses Hünenbett.

### Grab 2
Grab 2 besitzt ein stark zerstörtes Hünenbett. Eine genaue Beschreibung der Anlage liegt nicht vor, da Ernst Sprockhoff sie nicht mehr vermessen konnte.